# Goudi
Goudi (Goudhi) är en ort i Cypern.   Den ligger i distriktet Eparchía Páfou, i den västra delen av landet, 90 km väster om huvudstaden Nicosia. Goudi ligger 97 meter över havet och antalet invånare är 163. Den ligger på ön Cypern.
Terrängen runt Goudi är huvudsakligen kuperad, men norrut är den platt. Goudi ligger nere i en dal. Trakten runt Goudi är glesbefolkad, med 13 invånare per kvadratkilometer. Närmaste större samhälle är Pólis, 5,1 km norr om Goudi. Trakten runt Goudi består till största delen av jordbruksmark.